# Landkreis Ammerland
Landkreis Ammerland (von Ameri + Land = indogermansk: Sumpland) er en Landkreis i den nordvestlige del af den tyske delstat Niedersachsen. 

## Geografi
Den grænser mod vest til  Landkreis Leer, mod nord til Landkreis Friesland, mod øst til Landkreis Wesermarsch og den  kreisfri by Oldenburg og mod syd til landkreisene Oldenburg und Cloppenburg.
Selv om der er omkring 40 kilometer til Nordsøens kyst er den vestlige del af Ammerland påvirket af tidevandet. Floderne  Leda og Jümme forbinder Ammerland med floden Ems og dermed Nordsøen. 

## Byer og kommuner
Landkreis Ammerland er inddelt i seks kommuner; Dermed er  den den landkreis i Tyskland med færrest kommuner. Den eneste der betegnes som by (stadt)  er administrationsbyen  Westerstede.
Kreisen havde 124071  indbyggere pr.  2018-12-31

Kommuner
| 1. Bad Zwischenahn (28596) 2. Westerstede, Kreisstadt (22778) 3. Edewecht (22400) 4. Rastede (22666) 5. Wiefelstede (16031) 6. Apen (11600) |

## Eksterne kilder og henvisninger
1. ↑   Landesamt für Statistik Niedersachsen, LSN-Online Regionaldatenbank, Tabelle 12411: Fortschreibung des Bevölkerungsstandes, Stand 31. Dezember 2018 (Hilfe dazu).

- Wikimedia Commons har flere filer relateret til Landkreis Ammerland
- Landkreis Ammerland
- Ammerland Touristik

53°15′N 7°55′Ø / 53.25°N 7.92°Ø